# Elcat Electric Vehicles
ELCAT était un constructeur de véhicules électriques à batterie basé à Järvenpää, en Finlande. Fondé en 1985, Elcat produisit des véhicules nommé Cityvan, basés sur le Subaru Sambar, avant d'arrêter leur fabrication en 2002, ayant produit un total de 200 Cityvan. Elcat s'est alors orienté vers l'importation de véhicules électriques et a importé et vendu des quadricycles électriques, des voiturettes de golf et des véhicules d'entretien, ainsi que des cyclomoteurs et des bicyclettes électriques.
Elcat a fait faillite en 2017.

## Modèles de véhicules
- Cityvan
- Cityvan 200
- Cityvan 202
- Citywagon 202